# Cyrtanaspis phalerata
Cyrtanaspis phalerata is een keversoort uit de familie bloemspartelkevers (Scraptiidae). De wetenschappelijke naam van de soort is voor het eerst geldig gepubliceerd in 1831 door Germar.